# Sieghard Wilm
Sieghard Wilm (* 9. September 1965 in Bad Segeberg) ist ein deutscher evangelisch-lutherischer Pastor in der Nordkirche. Seit 2002 ist er Pastor der Hamburger St.-Pauli-Kirche.

## Leben und Wirken
Wilm wuchs in einem freikirchlichen Elternhaus auf, wandte sich jedoch nach Zivildienst und einer Phase der Distanzierung bewusst einem kritisch-reflektierten Theologiestudium in Heidelberg zu. Ergänzend beschäftigte er sich mit Religionswissenschaften und Ethnologie.
Seit 2002 ist Wilm Pastor an der traditionsreichen St.-Pauli-Kirche, wo er eine offene Gemeindearbeit entwickelte, die stark von den sozialen Realitäten des Stadtteils geprägt ist. Seine Gemeinde versteht er als Ort, an dem Menschen unterschiedlicher Herkunft und Lebenswirklichkeit – von Akademikerinnen bis zu Obdachlosen, von Künstlerinnen bis zu Sexarbeiterinnen – gleichermaßen willkommen sind.
Mediale Aufmerksamkeit erhielt Wilm 2013, als er rund 80 Geflüchteten aus Lampedusa Schutz in der St.-Pauli-Kirche gewährte (siehe Lampedusa in Hamburg). Über Monate lebten Männer aus afrikanischen Ländern zunächst im Kirchenraum. Der Fall wurde zu einem Symbol für innerkirchliche und politische Auseinandersetzungen um Kirchenasyl und Migrationspolitik. Wilm organisierte Unterstützung durch ehrenamtliche Helfer, begleitete die Geflüchteten seelsorgerlich und trat öffentlich für deren Rechte ein.
Neben seinem Engagement für Geflüchtete setzt sich Wilm für gesellschaftliche Vielfalt, neue Familienmodelle und die Rechte gleichgeschlechtlich Liebender ein. Er lebt mit seinem Partner und wechselnden Pflegekindern im Pfarrhaus und wirkt auch synodal innerhalb der Nordkirche mit. Sein Amtsverständnis beschreibt er als ein „Evangelium der Offenheit“, das soziale Gerechtigkeit, interkulturellen Dialog und Akzeptanz fördert.

### Auftritte in den Medien
Wilm hält regelmäßig Radio-Andachten bei NDR 90,3 in der Rubrik Kirchenleute heute der NDR Radiokirche.
Am Karfreitag 2025 wurde ein Gottesdienst mit Wilm aus der St.-Pauli-Kirche in Das Erste übertragen. Thema war "Auf hartem Pflaster" mit Bezug zum Leben im Stadtteil St. Pauli.

## Schriften
- St. Pauli – meine Freiheit. Sieghard Wilm. 02.2020
- Wolfgang Nein, Sieghard Wilm (Hrsg.): 100 Jahre St. Markus – St. Markus im 100. Jahr. Hrsg. vom Kirchenvorstand der Ev.-Luth. Kirchengemeinde St. Markus, Hamburg-Hoheluft. 1999.